# Crocidura lamottei
Crocidura lamottei es una especie de musaraña de la familia de los soricidae.

## Distribución geográfica
Se encuentra en el África occidental. 